# Skuggan av ett mord
Skuggan av ett mord (engelska: Seance on a Wet Afternoon) är en brittisk kriminalfilm från 1964 i regi av Bryan Forbes.
Filmen är baserad på Mark McShanes roman med samma namn.

## Handling
Mediet Myra Savage tvingar sin svage man att kidnappa dottern till en rik industrialist i en plan för att väcka uppmärksamhet om sin färdighet.

## Rollista i urval
- Kim Stanley - Myra Savage
- Richard Attenborough - Billy Savage
- Nanette Newman - mrs Clayton
- Mark Eden - mr Clayton
- Judith Donner - Amanda Clayton
- Patrick Magee - polisinspektör Walsh
- Gerald Sim - polisdetektiv Beedle